# Mont-et-Marré
Mont-et-Marré is een gemeente in het Franse departement Nièvre (regio Bourgogne-Franche-Comté) en telt 184 inwoners (2009). De plaats maakt deel uit van het arrondissement Château-Chinon (Ville).

## Geografie
De oppervlakte van Mont-et-Marré bedraagt 18,1 km², de bevolkingsdichtheid is 10,2 inwoners per km².
De onderstaande kaart toont de ligging van Mont-et-Marré met de belangrijkste infrastructuur en aangrenzende gemeenten.

## Demografie
Onderstaande figuur toont het verloop van het inwonertal (bron: INSEE-tellingen).